# Neuville-en-Ferrain
 Neuville-en-Ferrain  es una población y comuna francesa, en la región de Norte-Paso de Calais, departamento de Norte, en el distrito de Lille y cantón de Tourcoing-Nord-Est.

## Demografía
| 4271 | 5553 | 8090 | 9040 | 9895 | 9527 |
| Para los censos de 1962 a 1999 la población legal corresponde a la población sin duplicidades (Fuente: INSEE [Consultar]) |      |      |      |      |      |